# Amelanchier canadensis
El guillomo del Canadá, cornillo o carrasquilla (Amelanchier canadensis) es una planta de la familia de las rosáceas.

## Distribución
Es nativa del oriente de Norteamérica, que se encuentra en Canadá desde el Nueva Escocia hasta el sur de Ontario, y en Estados Unidos desde Maine hasta Alabama, en zonas húmedas, en terrenos con drenaje, hasta los 200 m s. n. m. de altitud.

## Descripción

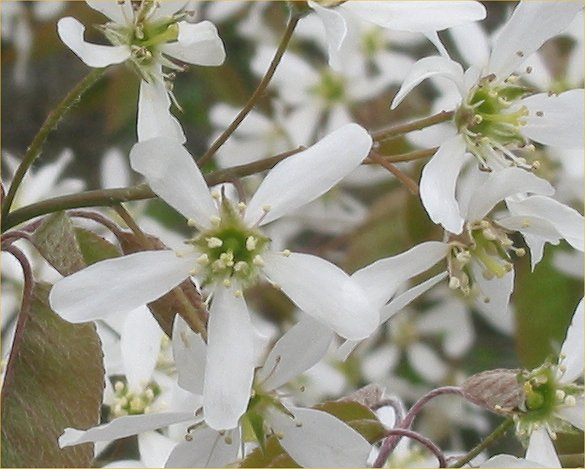
Racimo de flores de guillomo.

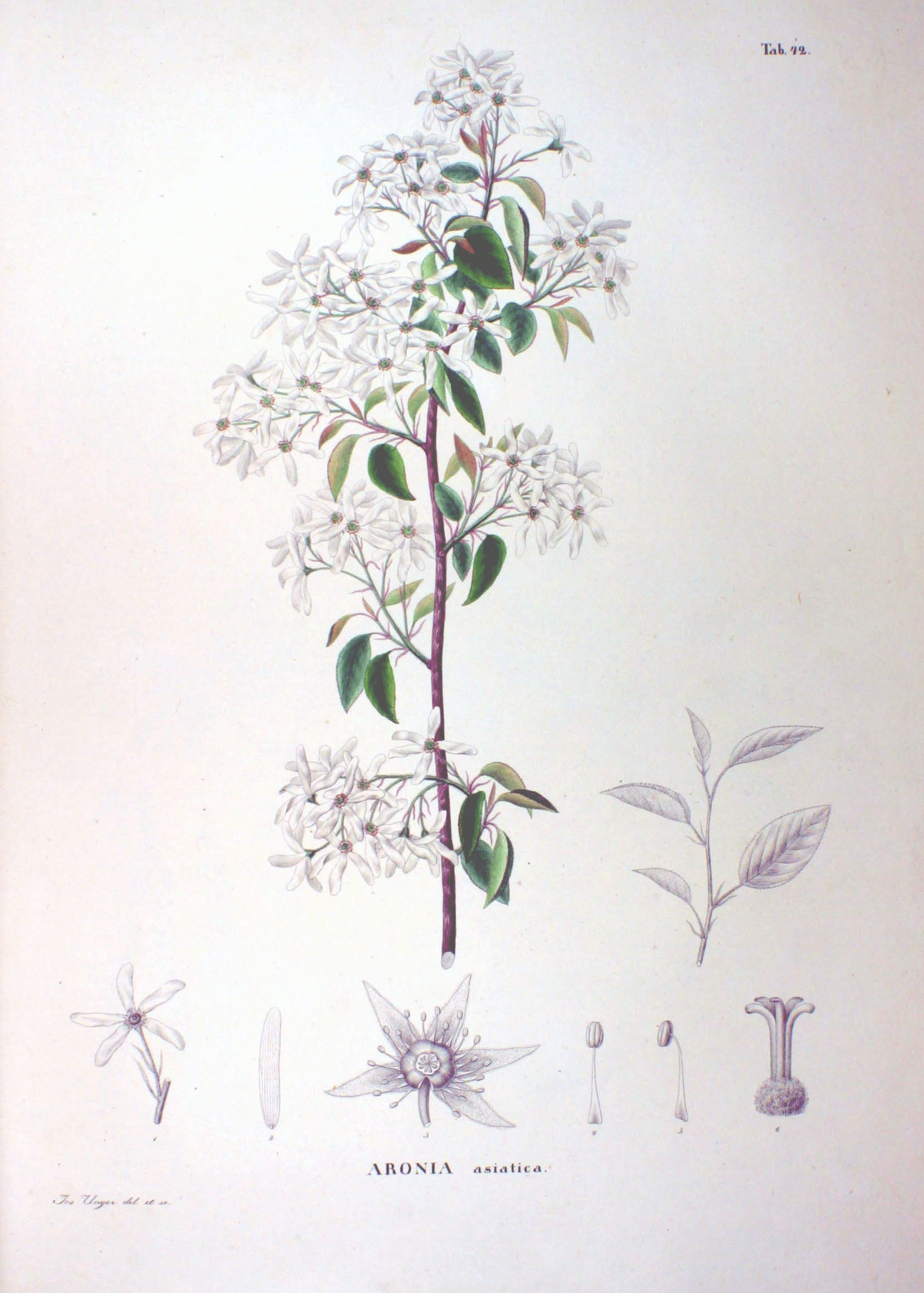
Ilustración

Es un arbusto o pequeño árbol caducifolio que crece entre 0,5 y 8 m de altura, con vástagos que forman una corona estrecha ahusada. Las hojas son alternas, simples, ovadas u oblongas, de 1 a 5,5 cm de longitud por 1,8 a 2,8 cm de ancho, ápice redondeado, margen aserrado, con peciolo de 8 a 15 mm. Las flores brotan, en la terminación de las ramas, al comienzo de la primavera, en racimos erectos y pubescentes, de 4 a 6 cm de largo; cada racimo con 4 a 10 flores. Cada flor tiene cinco pétalos blancos de 7,6 a 11 mm de longitud y 2 a 4 mm de ancho y 20 estambres. El fruto es una pomo de 7 a 10 mm de diámetro, púrpura al madurar, comestible y dulce.

## Usos
El fruto silvestre es comestible y dulce, y con él se pueden realizar diversas preparaciones.
Es usado como planta medicinal: a la infusión de la corteza de la raíz se le atribuyen propiedades para aliviar la diarrea y las hemorragias menstruales excesivas y a la infusión de la corteza interna del tallo se le atribuyen propiedades desinfectantes.
También se tiene como planta ornamental.

## Taxonomía
Amelanchier canadensis fue descrita por (Carlos Linneo) Medik. y publicado en Geschichte der Botanik unserer Zeiten 79, en el año 1793.
Etimología
Amelanchier: nombre genérico que deriva de amelancier , un antiguo nombre común provenzal francés aplicado a Amelanchier ovalis.
canadensis: epíteto geográfico que alude a su localización en Canadá.
Sinonimia
- Mespilus canadensis L.  basónimo
- Amelanchier lucida Fern.